# Dubai Autodrome

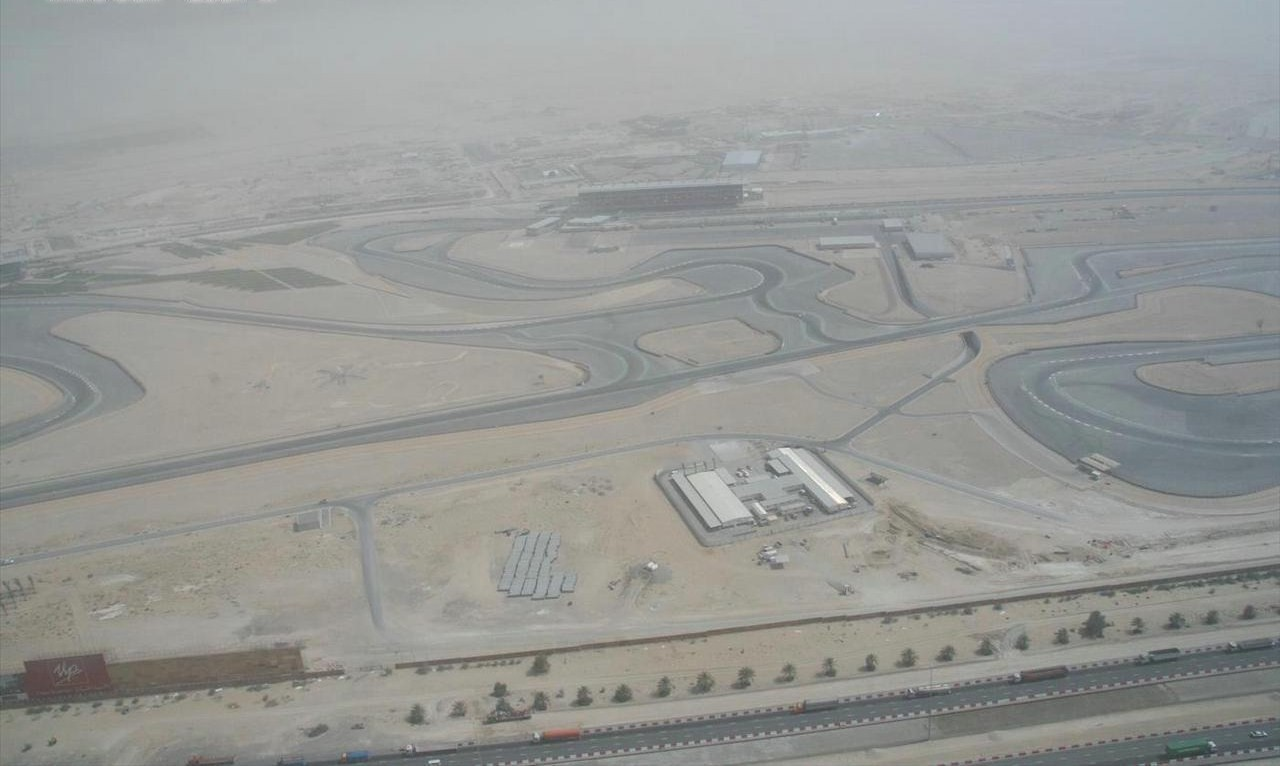
Widok toru z lotu ptaka

Dubai Autodrome – tor wyścigowy znajdujący się w parku rozrywki Dubailand w Dubaju.
Tor został wybudowany w 2004 roku. Pierwszym wyścigiem, który odbył się na tym torze był wyścig Formuły Renault V6 Eurocup.
Od 2006 co roku odbywa się tutaj 24-godzinny wyścig.
W 15 edycji programu The Amazing Race odbywały się tutaj zadania typu Fast Forward.

## Konfiguracje toru
Tor zawiera sześć konfiguracji:
- Z dostępem do boksów:

Grand Prix course
Club Course
International Course
National Course

- Bez dostępu do boksów:

Hill Handling Course
Oval Handling Course